# Kuefstein

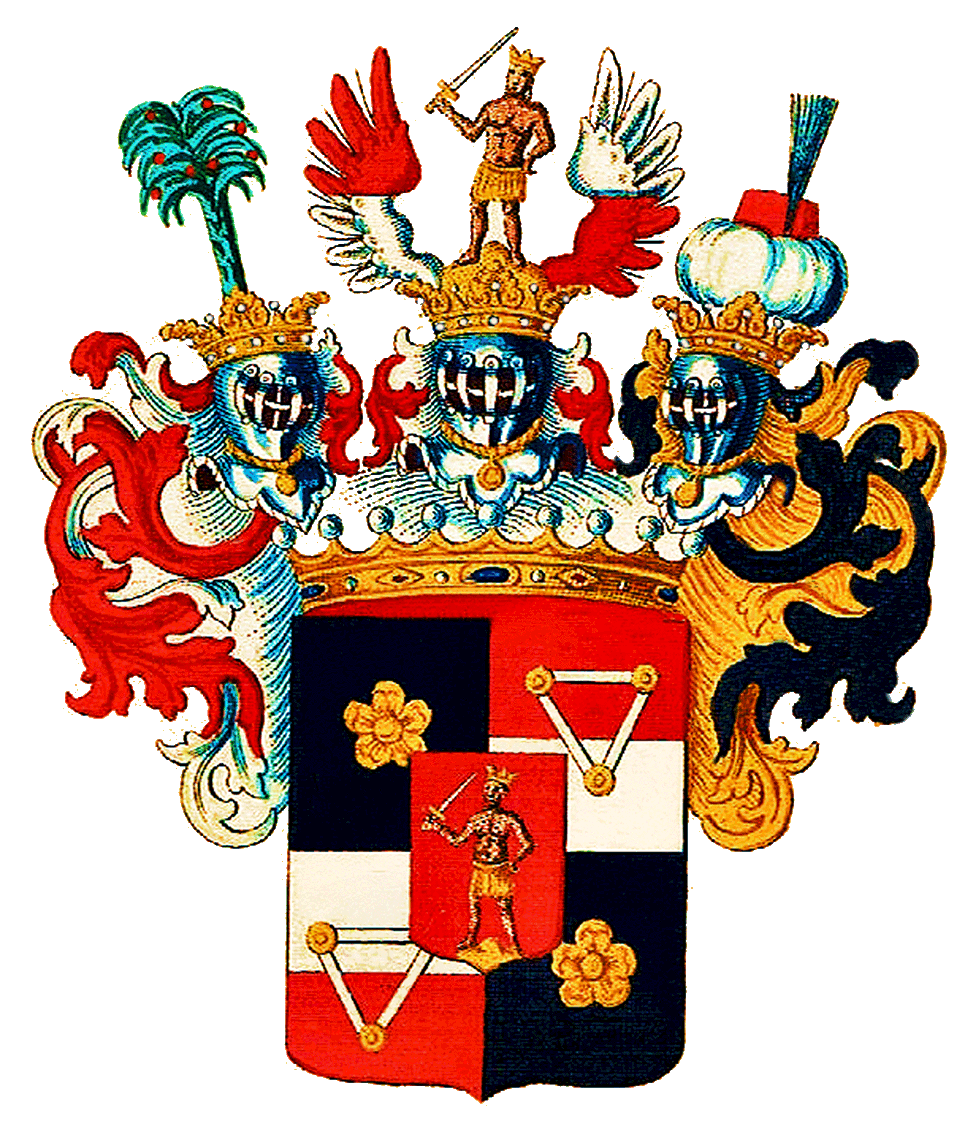
Wapen van de familie Kuefstein (1654)

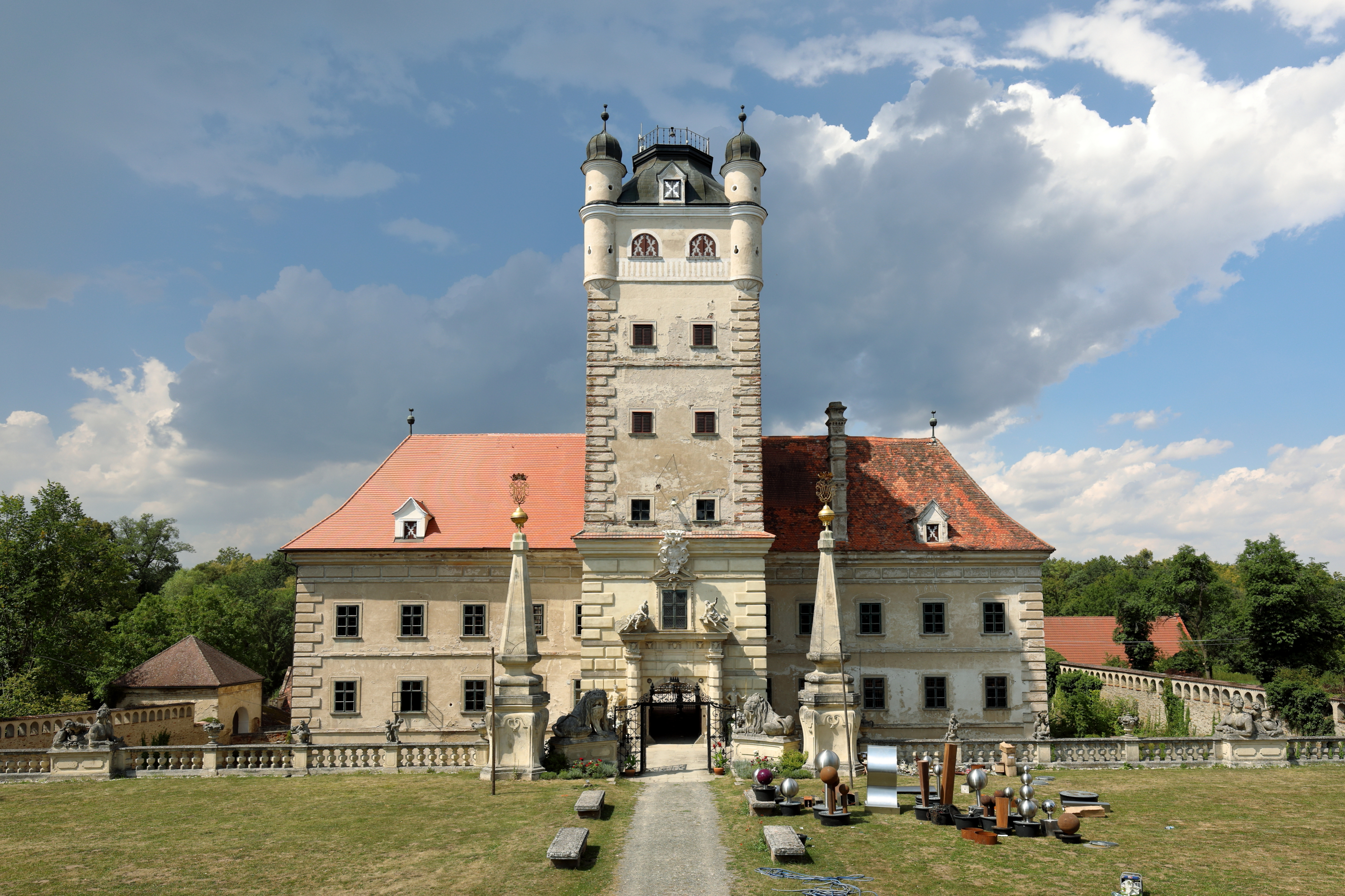
Slot Greillenstein (stamslot, sinds 1534 in het geslacht)

Von Kuefstein is een hoogadelijk, ebenbürtig geslacht uit Oostenrijk.

## Geschiedenis
De familie is afkomstig uit Neder-Oostenrijk, maar de naam is vermoedelijk afgeleid van het kasteel Kufstein in Tirol. De bewezen stamreeks begint met Jacob Kuoffstainer die in 1407 wordt vermeld.
Op 2 februari 1602 werden de heren verheven tot rijksvrijheer te Grailnstein en heer van Spitz. Sinds 25 juni 1624 zijn ze erfelijk groot-schatbewaarder in Neder-Oostenrijk. Op 20 februari 1634 vervolgde de verheffing tot graaf van het Heilige Roomse Rijk. In 1683 werd de heerlijkheid Hohenkrähen gekocht. Deze heerlijkheid behoorde tot het gebied van de Rijksridderschap en was een leen van Oostenrijk. Het bezit van deze heerlijkheid, die rijksvrij was, speelde een rol bij het streven om lid te worden van de Rijksdag. In 1737 werd de graaf van Kufstein toegelaten tot de bank van de Zwabische graven in de Rijksdag. Na de verkoop van de heerlijkheid Hohenkrähen in 1747 waren de graven als personalist lid van de Rijksdag.
Het hoofd van het geslacht voert de titels Graf von Kuefstein, Freiherr auf Greillenstein und Herr zu Spitz en het predicaat Doorluchtigheid (Erlaucht), de overige telgen de titel Graf/Gräfin von Kuefstein.
In 2015 waren er nog zes mannelijke telgen in leven, de laatste geboren in 2000.

## Enkele telgen
Ferdinand graaf von Kuefstein (1885-1958), gezantschapsattaché
- Karl Ferdinand Graf von Kuefstein (1923-2014)
  - Dr. Johann Georg Graf von Kuefstein, Freiherr auf Greillenstein und Herr zu Spitz, heer van Viehofen (1951), jurist en chef de famille
    - Ferdinand Graf von Kuefstein (1979), vermoedelijke opvolger als chef de famille

  - Andreas Graf von Kuefstein (1954), bosbouwer en bewoner van slot Greillenstein in Röhrenbach